# Алфред Шафер
Алфред Шафер (мађ. Schaffer Alfréd, 13. фебруар 1893 — 30. август 1945), био је мађарски фудбалер интернационалац. Забележено је да је играо за рекордан број клубова, 21 у 15-годишњој каријери која је трајала од 1910. до 1925. године.
Као центар, упркос, за тадашње прилике, огромном расту, одликовао га је агилност, инвентивна и техничка игра напред, савршено држање лопте и изузетна смиреност. Имао је одличну технику шутирања, шутирао у гол са импресивном прецизношћу и бриљирао у казненим ударцима. Један је од првих професионалних фудбалера који је играо тамо где је био више плаћен. Као играч освојио је 7 лигашких титула у 4 земље.
Преминуо је 30. августа 1945. године у болници у Прину, тада је био тренер ФК Бајерн Минхен.

## Каријера
Рођен у Будимпешти, придружио се МТК Будимпешти 1915. године и помогао клубу да освоји три узастопне титуле првака, а у последње две од те три сезоне (1917/18 и 1918/19) био је најбољи Стрелац европске лиге са 42 и 41 голом. Између априла и септембра 1920. Шафер је играо за ФК Базел. Одиграо је једну првенствену утакмицу и 19 тест мечева постигавши укупно 27 голова.
По завршетку играчких дана постао је фудбалски менаџер, и тренирао клубове као што су 1. ФЦ Нирнберг (за који је такође играо), А.С. Рома и Ференцварош. Почетком 1940. Шафер је био тренер Рапида из Букурешта, али је после само неколико месеци отишао да би потписао са А.С. Рома.
Био је један од два селектора Мађарске репрезентације на Светском првенству у фудбалу 1938. године.
Постао је менаџер Роме 1940. и одвео их до титуле у Серији А 1941/42, пре него што је напустио клуб 1942. године.

## Достигнућа као играч
- Првак Мађарске – 1917, 1918, 1919 (са МТК)[4]
- Првак Немачке – 1921 (са Нирнбергом)[4]
- Првак Аустрије – 1924 (са Аустријом Беч)[4]